# Condició matemàtica
Una condició, en lògica matemàtica, és una relació que mantenen dues proposicions o estat de les coses, o entre una i part o tot el seu medi, entorn o frontera. Inclou les condicions de causa, de conseqüència o efecte, les necessàries, les suficients, de frontera, etc. i imposa particularitats, com la velocitat en un cert punt, la pressió i temperatura en un instant de temps, el nombre màxim de diners que un individu pot treure del banc, etc.
Les condicions matemàtiques poden ser abstractes o bé descriure sistemes físics. En aquest darrer cas s'usen sovint en enginyeria. Les condicions matemàtiques o lògiques referides a sistemes físics o no formen part dels algoritmes a la programació informàtica. En termodinàmica i química un cas particular de condicions ben conegudes, considerades "de laboratori" són respectivament les conegudes com condicions normals i Condicions estàndard, que fixen la pressió i la temperatura del aire per prendre de referència.